# Mulyoasri
Mulyoasri is een bestuurslaag in het regentschap Malang van de provincie Oost-Java, Indonesië. Mulyoasri telt 4425 inwoners (volkstelling 2010).